# Dendrophthoe cuneata
Dendrophthoe cuneata là một loài thực vật có hoa trong họ Loranthaceae. Loài này được (B.Heyne) G.Don mô tả khoa học đầu tiên năm 1834.